# Archibald Sinclair
Archibald Henry Macdonald Sinclair, primer vizconde Thurso, conocido de 1912 a 1952 como Sir Archibald Sinclair, cuarto baronet de Ulbster (KT, CMG, PC, 22 de octubre de 1890-15 de junio de 1970), fue un militar y político británico de origen escocés y líder del Partido Liberal del Reino Unido de 1935 a 1945.

## Antecedentes y educación
Sinclair fue el único hijo del matrimonio de Clarence Granville Sinclair, un militar escocés que formaba parte de los Scots Guards, y Mabel Sands, hija de un empresario estadounidense. Quedó huérfano a temprana edad, ya que Mabel murió días más tarde de dar a luz y Clarence cinco años después. Realizó sus estudios en Eton College y en la Real Academia Militar de Sandhurst, recibió la comisión de formar parte de los Life Guards en 1910. Por el lado paterno era descendiente de Sir John Sinclair, primer baronet de Ulbster. En 1912, sucedió a su abuelo Sir John Sinclair, como cuarto baronet, además del título heredó la propiedad de 100 000 acres de tierra en Escocia.

## Carrera militar
Sirvió en el frente occidental durante la Primera Guerra Mundial y alcanzó el rango de mayor en el Guards Machine Gun Regiment (Regimiento de Guardias de Ametralladora). Fue segundo al mando para Winston Churchill, cuando este comandó el sexto batallón de Royal Scots Fusiliers (Reales Fusileros Escoceses) en el sector de Ploegsteert Wood del frente occidental en 1916, después de que Churchill dimitió como Primer Lord del Almirantazgo. Formaron una amistad duradera que se convertiría en una alianza política significativa en las décadas posteriores. Entre 1919 y 1921 sirvió como secretario militar personal para Churchill cuando volvió al gabinete como Secretario de Estado para la Guerra, y lo acompañó a la Oficina Colonial como secretario privado.

## Carrera política
Entró en la Cámara de los Comunes como parlamentario liberal por Caithness y Sutherland en 1922, apoyó a David Lloyd George para derrotar al titular del Partido Liberal, H. H. Asquith. Su circunscripción era la mayor en el Reino Unido, en términos de área. Fue ascendiendo dentro de las filas del partido mientras la presencia de este se reducía en el parlamento y se convirtió en jefe disciplinario en 1930. En 1931, el Partido Liberal se unió al gobierno nacional de Ramsay MacDonald y Sinclair fue nombrado Secretario de Estado para Escocia. Al mismo tiempo rindió juramento para el Consejo Privado. Al año siguiente, junto con otros ministros liberales, renunció al gobierno en protesta porque la Conferencia de Ottawa introdujo una serie de acuerdos arancelarios. Sinclair y el líder liberal, Sir Herbert Samuel, fueron los últimos políticos liberales en ocupar un puesto en el gabinete hasta el 2010.
Samuel perdió su escaño en las elecciones de 1935 y Sinclair se convirtió en el líder del partido, a la cabeza de sólo veinte parlamentarios. Con el partido ahora claramente marginado como el tercero en importancia, con pocas políticas nacionales distintas, con un grupo parlamentario que era principalmente una colección de individuos elegidos más por ellos mismos que por el partido y con el Partido Liberal Nacional compitiendo por conseguir los votos de inclinación liberal, luchó para que los liberales fueran una vez más una fuerza relevante en la política británica, retomando los temas relacionados con la oposición a las dictaduras continentales y colaborando estrechamente con Winston Churchill que era en ese momento un backbencher y su propio partido, el Partido Conservador, lo rechazaba.
Cuando Churchill formó un gobierno de coalición de todos los partidos en 1940, fue nombrado Secretario de Estado para el Aire. Aunque no tuvo un lugar en el pequeño Gabinete de Guerra, era invitado a asistir a reuniones para discutir cuestiones políticas. Desempeñó un papel preponderante en la planificación del bombardeo y destrucción de Dresde. Permaneció en el ministerio hasta mayo de 1945, cuando terminó la coalición. Durante la guerra descuido su circunscripción y esto le costó perder su escaño en las elecciones generales de 1945. Su margen de derrota es uno de los más estrechos que se han registrado —quedó en tercer lugar, a pesar de que el vencedor tenía sólo 61 votos más.
En las elecciones generales de 1950, nuevamente contendió por su antigua posición y obtuvo el segundo lugar en otra elección estrecha, donde quedó a 269 votos de la victoria. En 1952, año de su primer accidente cerebrovascular, aceptó ser elevado a la Cámara de los Lores como vizconde Thurso de Ulbster en el condado de Caithness. Esperaba tomar el liderazgo del grupo liberal en la Cámara de los Lores, pero un ataque más grave en 1959 lo dejó postrado en cama y con una salud bastante precaria, condición que se mantuvo hasta su muerte en 1970. Respecto a Sinclair, el funcionario público John Colville, famoso por sus diarios sobre el gobierno de Churchill durante la guerra, escribió:

Sinclair tenía un aire de distinción. Con sus rasgos finos, cabello negro y tez morena, se asemejaba más a un grande español que al terrateniente de Highland que era. Su estilo como orador era lento. Tenía un balbuceo que atraía la atención y hacía énfasis [...] Durante el debate de Noruega que condujo a la caída de Neville Chamberlain, su ataque fue notable por su veneno y su originalidad.

## Familia
Sinclair se casó con Marigold Forbes el 18 de mayo de 1918, que era hija del teniente coronel James Stewart Forbes y Angela Selina Bianca St. Clair-Erskine. Tuvieron cuatro hijos: Catherine, Elizabeth, Robin y Angus. Fue uno de los más grandes terratenientes del Reino Unido, era propietario de una finca de alrededor de 100 000 acres (400 km²) en Caithness. Era atractivo y encantador y considerado por muchos como un temerario, pero en la vida privada era más bien tímido, reservado y antisocial.
En la década de 1990, su nieto, John Thurso, entró en la política y, desde 2001,ocupa un lugar como parlamentario por  el Partido Liberal Demócrata en representación de la sede de su abuelo, que ahora se llama Caithness, Sutherland y Easter Rose. Otra de sus nietas, Veronica Linklater, baronesa Linklater de Butterstone, es también política del mismo partido.